# Lac Canipie
Lac Canipie är en sjö i Kanada.   Den ligger i regionen Lanaudière och provinsen Québec, i den sydöstra delen av landet, 250 km nordost om huvudstaden Ottawa. Lac Canipie ligger 461 meter över havet. Den ligger vid sjön Lac Desaulniers.
I omgivningarna runt Lac Canipie växer i huvudsak blandskog. Trakten runt Lac Canipie är nära nog obefolkad, med mindre än två invånare per kvadratkilometer.